# Сільвен Дістен
Сільве́н Дісте́н (фр. Sylvain Distin, нар. 16 грудня 1977, Баньоле) — французький футболіст, захисник.

## Ігрова кар'єра
Вихованець футбольної школи клубу «Парі Сен-Жермен».
У дорослому футболі дебютував 1997 року виступами за команду клубу «Юе-лес-Тур», в якій провів один сезон, взявши участь у 32 матчах чемпіонату. 
Згодом з 1998 по 2002 рік грав у складі команд клубів «Тур», «Геньон», «Парі Сен-Жермен» та «Ньюкасл Юнайтед».
Своєю грою за останню команду привернув увагу представників тренерського штабу клубу «Манчестер Сіті», до складу якого приєднався 2002 року. Відіграв за команду з Манчестера наступні п'ять сезонів своєї ігрової кар'єри. Більшість часу, проведеного у складі «Манчестер Сіті», був основним гравцем захисту команди.
Протягом 2007—2015 років захищав кольори клубів «Портсмут» та «Евертон». Протягом цих років виборов титул володаря кубка Англії.
До складу клубу «Борнмут» приєднався 2015 року за який відіграв дванадцять матчів та завершив кар'єру гравця в 2016 році.

## Титули і досягнення
- Володар Кубка французької ліги: 1999-2000
- Володар Кубка Англії: 2007-08